# Saint-Léger-sur-Bresle
Saint-Léger-sur-Bresle és un municipi francès situat al departament del Somme i a la regió dels Alts de França. L'any 2007 tenia 78 habitants.

## Demografia

### Població

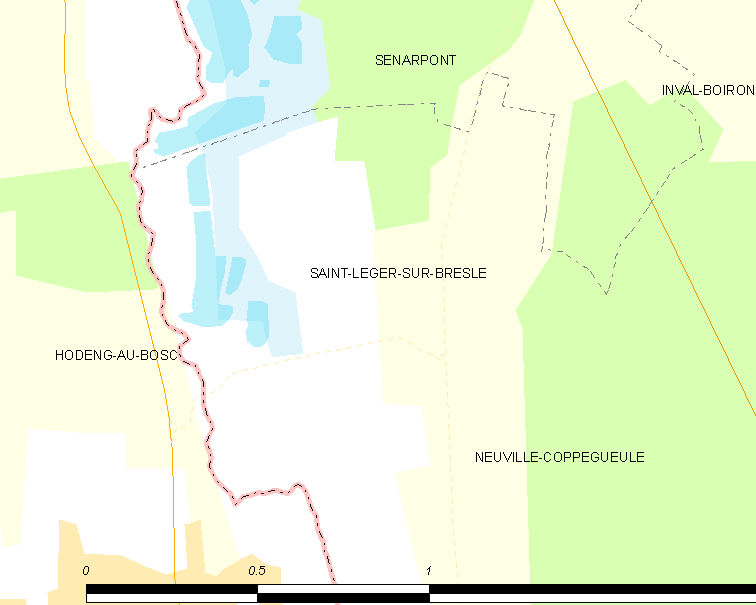

El 2007 la població de fet de Saint-Léger-sur-Bresle era de 78 persones. Hi havia 28 famílies de les quals 8 eren unipersonals (4 homes vivint sols i 4 dones vivint soles), 8 parelles sense fills i 12 parelles amb fills.

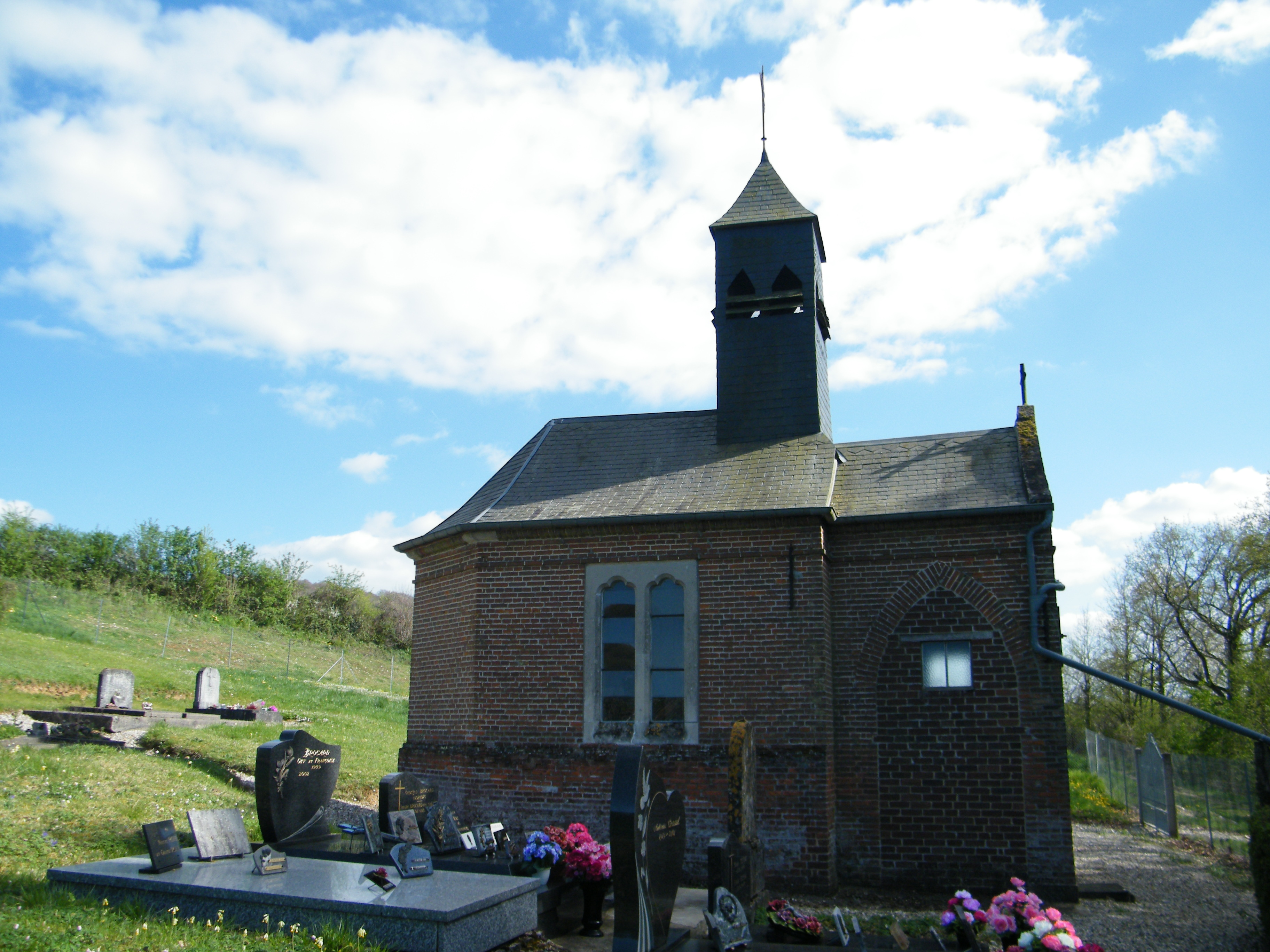

La població ha evolucionat segons el següent gràfic:
Habitants censats

### Habitatges
El 2007 hi havia 32 habitatges, 28 eren l'habitatge principal de la família i 4 eren segones residències. Tots els 32 habitatges eren cases. Dels 28 habitatges principals, 27 estaven ocupats pels seus propietaris i 1 estava llogat i ocupat pels llogaters; 4 tenien tres cambres, 6 en tenien quatre i 18 en tenien cinc o més. 10 habitatges disposaven pel capbaix d'una plaça de pàrquing. A 9 habitatges hi havia un automòbil i a 17 n'hi havia dos o més.

### Piràmide de població

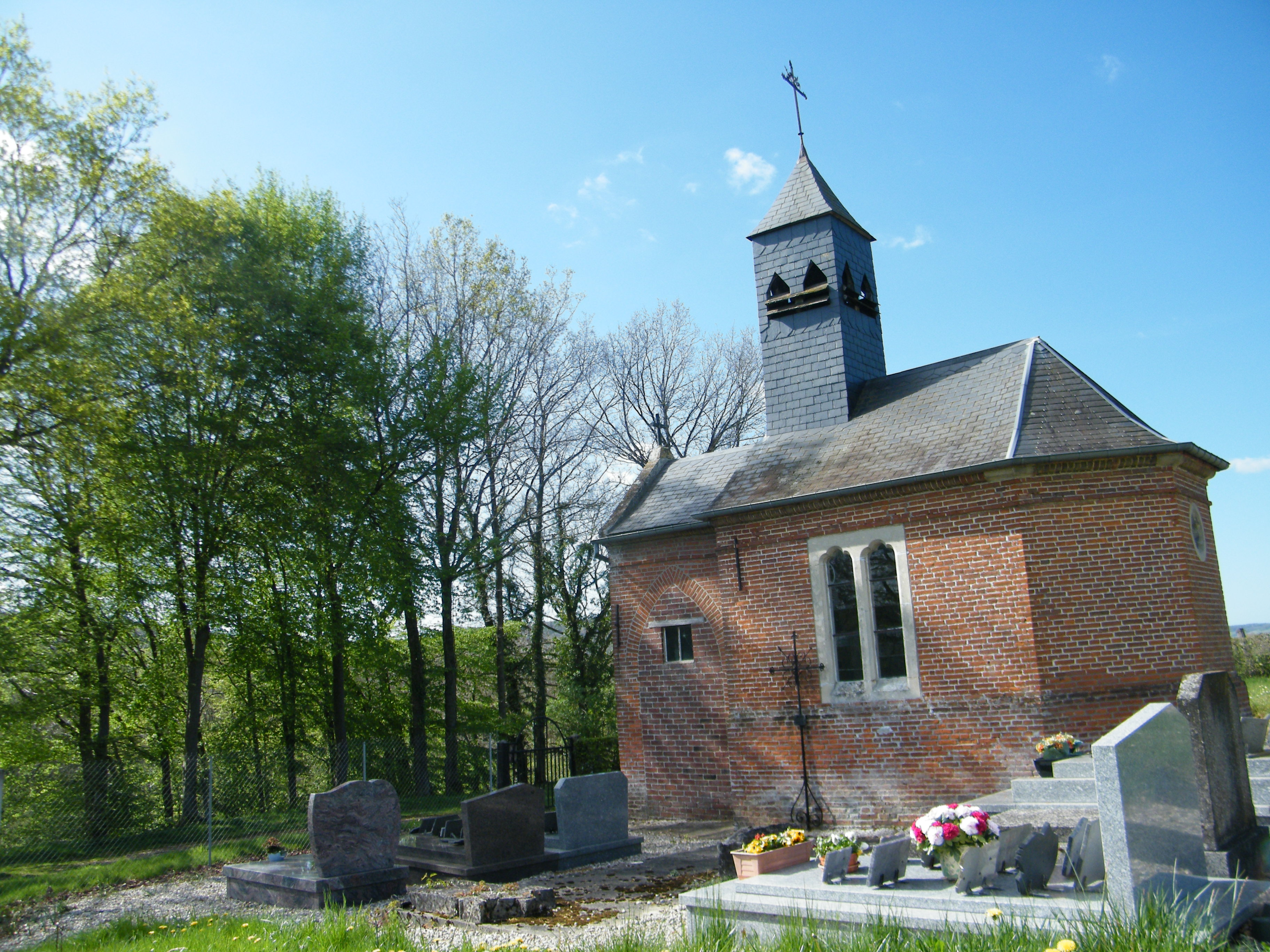

La piràmide de població per edats i sexe el 2009 era:
| Homes | Edats   | Dones |
| ----- | ------- | ----- |
| 0     | 95 o +  | 0     |
| 0     | 90 a 94 | 0     |
| 0     | 85 a 89 | 0     |
| 0     | 80 a 84 | 4     |
| 0     | 75 a 79 | 0     |
| 0     | 70 a 74 | 0     |
| 4     | 65 a 69 | 0     |
| 0     | 60 a 64 | 8     |
| 4     | 55 a 59 | 4     |
| 0     | 50 a 54 | 0     |
| 0     | 45 a 49 | 0     |
| 0     | 40 a 44 | 0     |
| 4     | 35 a 39 | 0     |
| 0     | 30 a 34 | 8     |
| 4     | 25 a 29 | 0     |
| 0     | 20 a 24 | 0     |
| 0     | 15 a 19 | 0     |
| 0     | 10 a 14 | 0     |
| 4     | 5 a 9   | 0     |
| 12    | 0 a 4   | 4     |

## Economia

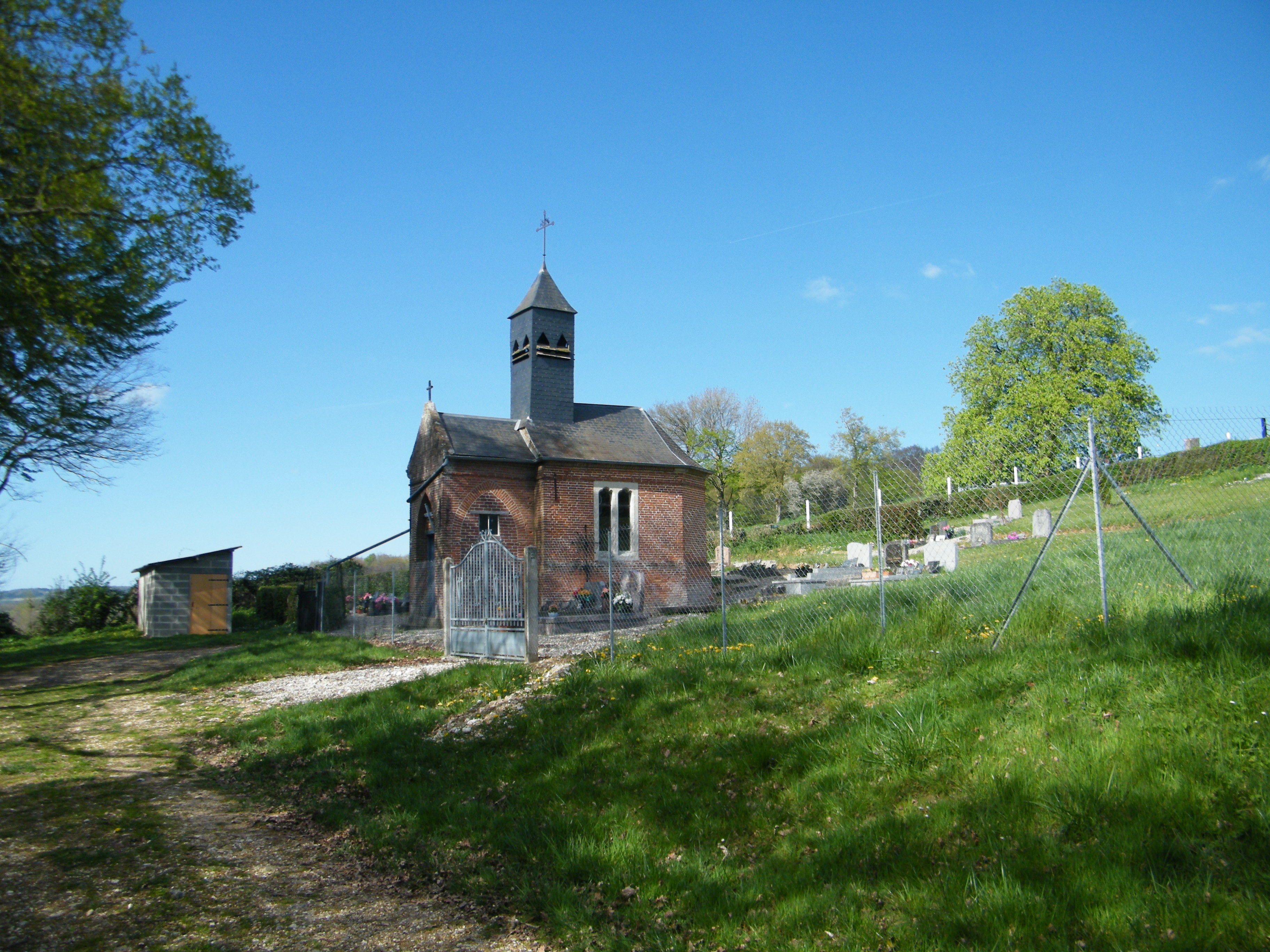

El 2007 la població en edat de treballar era de 44 persones, 37 eren actives i 7 eren inactives. De les 37 persones actives 35 estaven ocupades (19 homes i 16 dones) i 3 estaven aturades (2 homes i 1 dona). De les 7 persones inactives 2 estaven jubilades, 1 estava estudiant i 4 estaven classificades com a «altres inactius».
Activitats econòmiques
Dels 2 establiments que hi havia el 2007, 1 era d'una empresa de construcció i 1 d'una empresa de comerç i reparació d'automòbils.

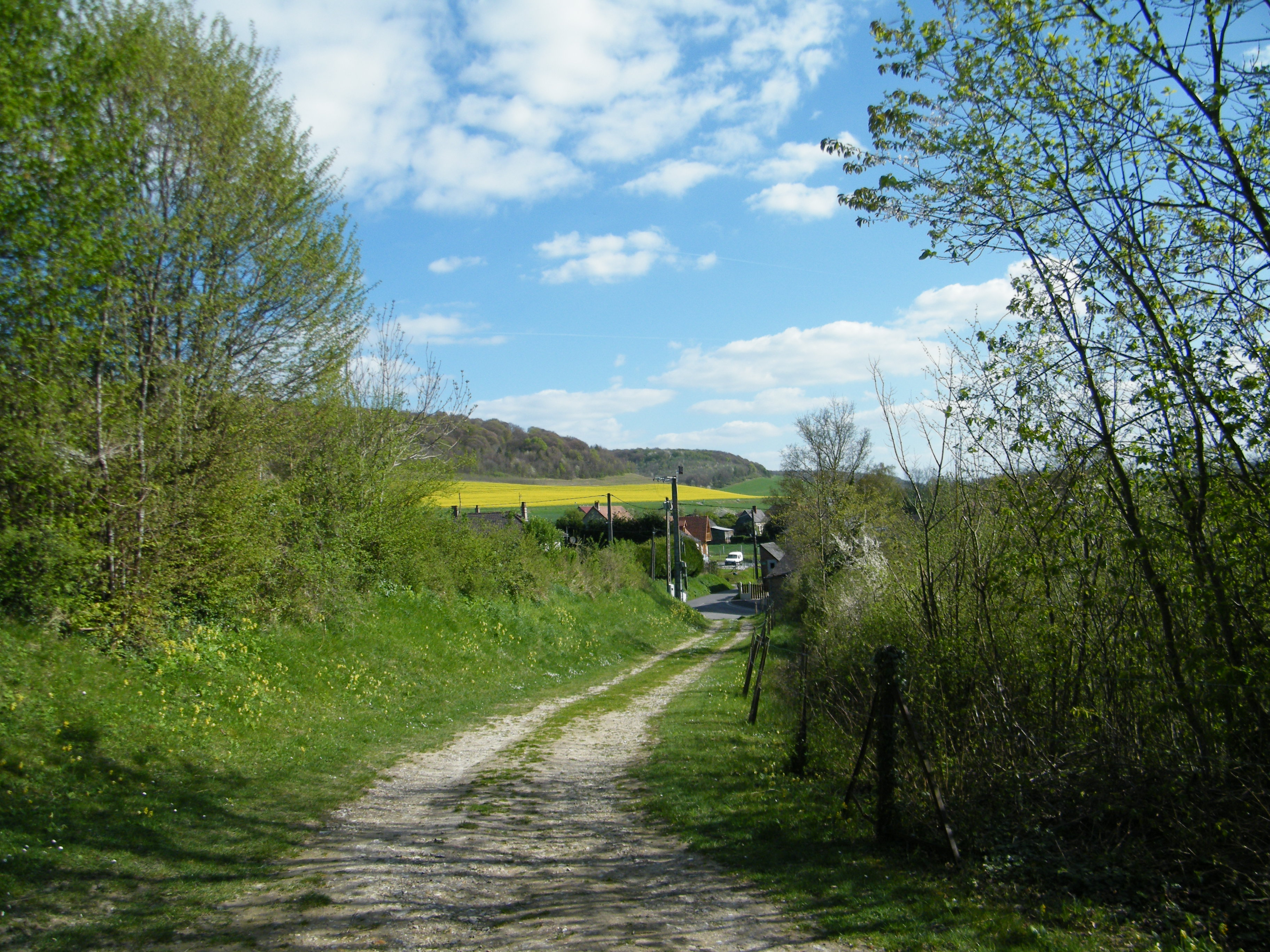

L'únic servei als particulars que hi havia el 2009 era un electricista.

## Poblacions més properes

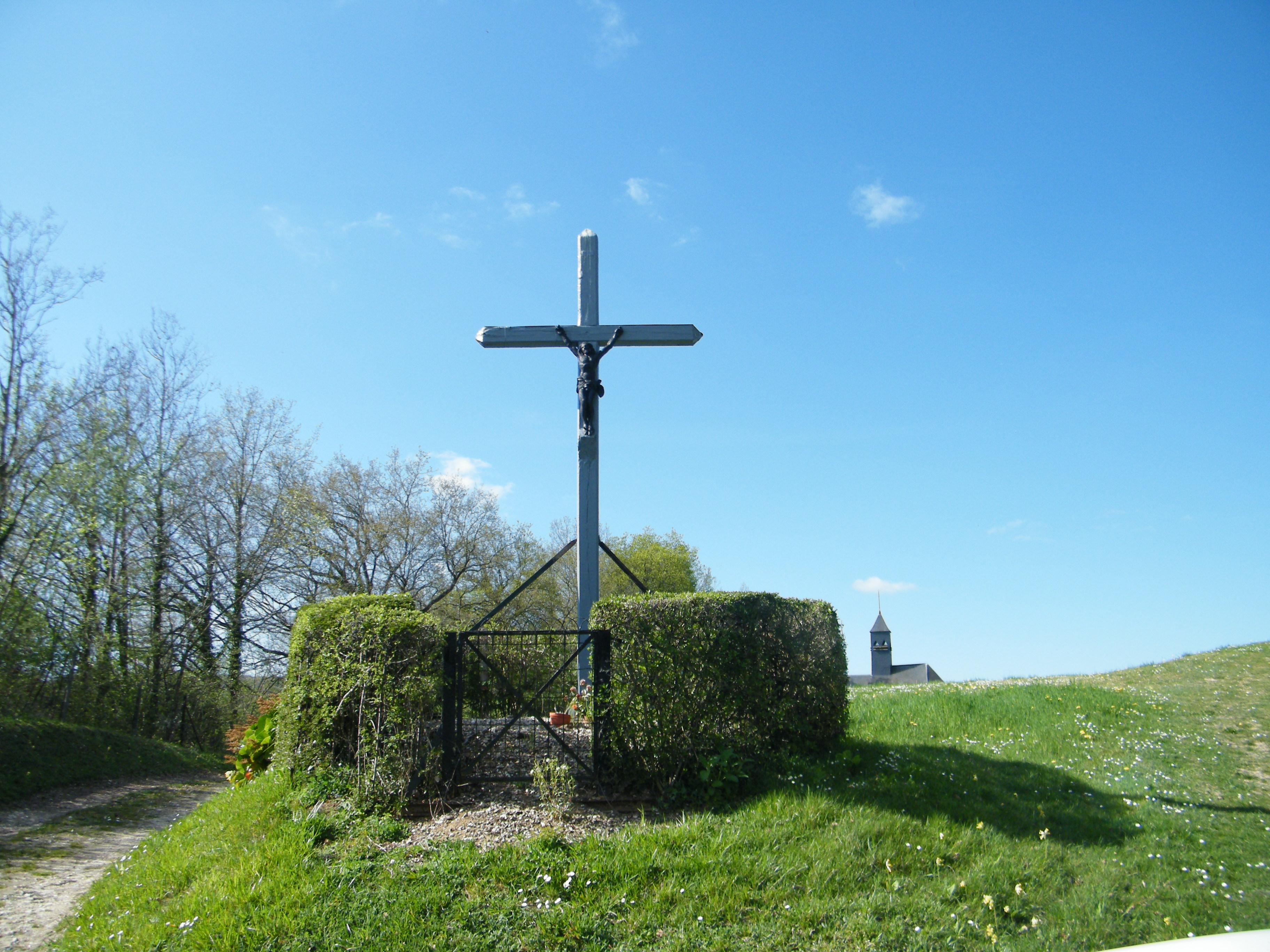

El següent diagrama mostra les poblacions més properes.